# Saïd Abed Makasi
Saïd Abed Makasi   (Bukavu, 20 d'agost de 1982) és un exfutbolista ruandès de la dècada de 2000.
Fou internacional amb la selecció de futbol de Ruanda.
Pel que fa a clubs, destacà a FC Brussels i KV Mechelen de Bèlgica.